# Mateusz Sawrymowicz
Mateusz Sawrymowicz, född den 22 april 1987 i Lublin, är en polsk simmare som specialiserat sig på de längre frisimsdistanserna.
Sawrymowicz' genombrott i simning kom 2007 då han vann både VM-guld på 1 500 meter i Melbourne på lång bana och EM-guld på 1 500 meter i Debrecen på kort bana. Segern i Melbourne gjorde honom till den första på 10 år som slog Grant Hackett på den distansen. 
2008 deltog Sawrymowicz vid EM på långbana där han blev trea på 1 500 meter efter Rysslands Jurij Prilukov och britten David Davies.
2007 utsågs Sawrymowicz till Europas bästa simmare.